# جان گورلی
جان گورلی (انگلیسی: John Gourlay; ۲۶ ژوئیهٔ ۱۸۷۲ – ۷ آوریل ۱۹۴۹) بازیکن فوتبال اهل کانادا بود.
وی به‌همراه باشگاه فوتبال گالت به قهرمانی بازی‌های المپیک تابستانی ۱۹۰۴ دست پیدا کرده‌است.